# Osvald Toll
Johan Ludvig Osvald Toll (i riksdagen kallad Toll i Helsingborg), född 29 januari 1826 i Skepparslövs församling, Kristianstads län, död 20 februari 1889 i Hedvig Eleonora församling, Stockholms stad, var en svensk militär och politiker. Han var kusin till Carl Florus och Gustaf Toll.
Toll blev 1844 officer vid Norra skånska infanteriregementet, var länge generalstabsofficer och blev 1875 chef för nyss nämnda regemente. År 1887 blev han generalmajor och tillförordnad generalbefälhavare i Första militärdistriktet samt 1888 tillförordnad generalintendent. Toll var en framstående officer. Från 1877 var han ledamot av Krigsvetenskapsakademien.
Han företrädde ridderskapet och adeln vid ståndsriksdagen 1856–1858. Toll var senare ledamot av riksdagens andra kammare 1878, invald i Helsingborgs och Ängelholms valkrets.